# Офатумумаб
Офатумумаб — это полностью человеческое моноклональное антитело к антигену B-лимфоцитов CD20, обладающее способностью ингибировать раннюю активацию B-лимфоцитов и тем самым оказывать иммуносупрессивное и противоопухолевое (при B-клеточных лимфомах) действие. 

## Механизм действия
Офатумумаб представляет собой полностью человеческое моноклональное антитело (mAb) против CD20, эпитоп которого отличается от эпитопа ритуксимаба. Антиген CD20 экспрессируется исключительно на В-клеточных лимфоцитах. Связывающий эпитоп офатумумаба располагается ближе к клеточной мембране.

## Применение в медицине
Офатумумаб разрабатывался для лечения хронического лимфолейкоза, а также продемонстрировал потенциал в лечении фолликулярной неходжкинской лимфомы, диффузной крупноклеточной В-клеточной лимфомы, ревматоидного артрита. Одобрен в ряде страна для лечения рецидивирующих форм рассеянного склероза. Офатумумаб — это первая терапия, нацеленная на В-клетки, которая предназначена для самостоятельного применения.

## Показания
- Хронический лимфолейкоз[6]
- Рассеянный склероз. Одобрен для самостоятельного подкожного введения пациентом[7]